# Many
För andra betydelser, se Many (olika betydelser).
Many är en kommun i departementet Moselle i regionen Grand Est (tidigare regionen Lorraine) i nordöstra Frankrike. Kommunen ligger i kantonen Faulquemont som tillhör arrondissementet Boulay-Moselle. År 2022 hade Many 251 invånare.

## Befolkningsutveckling
Antalet invånare i kommunen Many
| Referens: INSEE |